# Nicolás Ramírez Aguilera
Nicolás Enrique Ramírez Aguilera (Santiago del Cile, 1º maggio 1997) è un calciatore cileno, difensore del Barcelona SC.

## Caratteristiche tecniche
È un difensore centrale.

## Carriera

### Club
Ha giocato nella prima divisione cilena.

### Nazionale
Con la nazionale Under-20 cilena ha preso parte al campionato sudamericano 2017.

## Palmarès

### Club

#### Competizioni nazionali
- Campionato cileno: 1

Huachipato: 2023